# Malinao, Albay
Malinao là một đô thị hạng 4 ở tỉnh Albay, Philippines. Theo điều tra dân số năm 2015, đô thị này có dân số 45,301 người trong.

## Các khu phố (barangay)
Malinao được chia thành 29 khu phố (barangay).
| - Awang - Bagatangki - Balading - Balza - Bariw - Baybay - Bulang - Burabod - Cabunturan - Comun - Diaro - Estancia - Jonop - Labnig - Libod | - Malolos - Matalipni - Ogob - Pawa - Payahan - Poblacion - Bagumbayan - Quinarabasahan - Santa Elena - Soa - Sugcad - Tagoytoy - Tanawan - Tuliw |